# Всероссийский НИИ метрологии имени Д. И. Менделеева
Всероссийский научно-исследовательский институт метрологии им. Д. И. Менделеева (ВНИИМ) — один из крупнейших центров научной и практической метрологии, головная организация России по фундаментальным исследованиям в метрологии, главный центр государственных эталонов России. Подчинен Федеральному агентству по техническому регулированию и метрологии.

## История института
Датой основания ВНИИМ им. Д. И. Менделеева считается 16 июня 1842 г., когда по Указу Николая I в Санкт-Петербурге на территории Петропавловской крепости было основано первое метрологическое учреждение России — Депо образцовых мер и весов.
Первым хранителем Депо образцовых мер и весов был назначен академик А. Я. Купфер. Депо обеспечивало хранение эталонов, сличение с ними образцовых и рабочих мер, организацию поверки мер, метрологические исследования.
В 1865 г. учреждение возглавил профессор Института инженеров путей сообщения В. С. Глухов. В связи с необходимостью улучшения условий хранения эталонов и научной постановки метрологических работ по его инициативе в 1879 г. на Забалканском проспекте (ныне Московский пр-т, 19) было построено новое, специально оборудованное здание с массивным фундаментом (свыше 600 т), термостатированными хранилищами эталонов, окруженными со всех сторон коридорами для свободной циркуляции воздуха. Депо было переведено в новое здание в начале 1880 г. и до сегодняшнего дня остаётся главным эталонным корпусом ВНИИМ.
19 ноября 1892 г. ученым-хранителем Депо стал русский учёный Д. И. Менделеев. 8 (20) июня 1893 г. по его инициативе Депо было преобразовано в Главную палату мер и весов — научный метрологический центр России. Уже к началу XX в. здесь была создана национальная эталонная база на мировом уровне, включающая эталоны массы, длины, температуры, давления, времени, электрических единиц и др.
В 1917 г. после революции Главная палата мер и весов была подчинена Народному комиссариату торговли и промышленности, а декретом СНК РСФСР от 19 октября 1920 г. передана в ведение научно-технического отдела ВСНХ. В 1922 г. было принято новое Положение о Главной палате, в соответствии с которым она была разделена на два института: метрологический и поверочный, объединённые единым руководством президента. С 1922 по 1929 годы президентом Главной палаты был ученик и преемник Д. И. Менделеева академик Д. П. Коновалов.
В 1931 г. Главная палата мер и весов была переименована во Всесоюзный научно-исследовательский институт метрологии и стандартизации (ВИМС), а в 1934 г. — во Всесоюзный научно-исследовательский институт метрологии (ВНИИМ).
10 января 1945 г. ВНИИМ было присвоено имя основоположника научной метрологии Д. И. Менделеева.
В послевоенные годы институт возглавляли такие видные ученые, как П. М. Тиходеев, М. Ф. Юдин, Б. М. Яновский, А. К. Колосов. С 1956 г. директором института был В. О. Арутюнов, а с 1975 года — Ю. В. Тарбеев.
Подразделениями института в послевоенный период заведовали исследователи-практики, оставившие заметный след в истории отечественной метрологии. Среди них доктор технических наук, профессор В. Г. Махровский — один из создателей единственной в мире 12-метровой измерительной машины ВНИИМ, с разработкой которой стало возможным решение проблемы точных измерений деталей в судостроении и машиностроении. Виктор Махровский работал в институте с 1939 по 1956 год, возглавлял отделы основных единиц и механических измерений. Портрет В. Г. Махровского размещен в портретной галерее ученых ВНИИМ им. Д. И. Менделеева, внесших значительный вклад в развитие метрологии.
Важной вехой в истории института было создание в 1977 г. на его базе научно-производственного объединения (НПО «ВНИИМ им. Д. И. Менделеева»). В 1977 году было открыто Ломоносовское отделение ВНИИМ в рамках государственных программ по изучению Мирового океана.
В 1994 г. НПО было реорганизовано в Государственное предприятие «Всероссийский научно-исследовательский институт метрологии им. Д. И. Менделеева» и Постановлением Правительства РФ ВНИИМ был присвоен статус Государственного научного центра РФ.
В 2004 году Указом Президента Российской Федерации ВНИИМ включен в «Перечень стратегических предприятий и стратегических акционерных обществ», а в 2009 году Распоряжением Правительства РФ занесен в «Перечень стратегических организаций, а также федеральных органов исполнительной власти, обеспечивающих реализацию единой государственной политики в отраслях экономики, в которых осуществляют деятельность эти организации».

## Институт в настоящее время
Институт является одним из крупнейших мировых центров фундаментальной и прикладной метрологии, главным центром государственных первичных эталонов России. Здесь хранится 54 (из 165) государственных первичных эталона (ГПЭ), соответствующих восьми областям измерений по классификации Международного бюро мер и весов (BIPM). Из семи основных единиц Международной системы единиц СИ в институте представлены четыре: метр, килограмм, ампер и кельвин.
ВНИИМ представляет Российскую Федерацию в международных метрологических организациях и консультативных комитетах Международного бюро мер и весов. Кроме того, специалисты ВНИИМ возглавляют четыре из двенадцати технических комитетов региональной метрологической организации КООМЕТ.
Институт является центром по подготовке и переподготовке метрологических кадров. При ВНИИМ функционируют совет по защите диссертаций на соискание ученой степени кандидата наук и доктора наук, аспирантура, а также музей Росстандарта и научно-техническая библиотека.

## Структура института
Научно-исследовательские лаборатории (НИЛ) и отделы (НИО), работающие над воспроизведением единиц физических величин в эталонах и передачей их размеров от эталонов рабочим инструментам измерений:
- НИЛ госэталонов в области измерений массы и силы
- НИЛ госэталонов в области измерений плотности и вязкости жидкости
- НИЛ госэталонов в области измерений вибрации и удара
- НИЛ госэталонов в области измерений режимов электрических цепей
- НИЛ госэталонов в области измерений параметров электрических цепей
- НИЛ госэталонов в области электроэнергетики
- НИЛ госэталонов в области магнитных измерений
- Проблемная НИЛ госэталонов скорости и расхода воздушного и водного потоков, тепловой мощности и тепловой энергии
- Отдел госэталонов и научных исследований в области термодинамики
- НИО госэталонов в области физико-химических измерений
- НИО госэталонов в области измерения давления
- НИО эталонов и научных исследований в области измерений линейных ускорений, гравиметрии и угла
- НИО геометрических измерений
- НИО измерений ионизирующих излучений

## Памятники

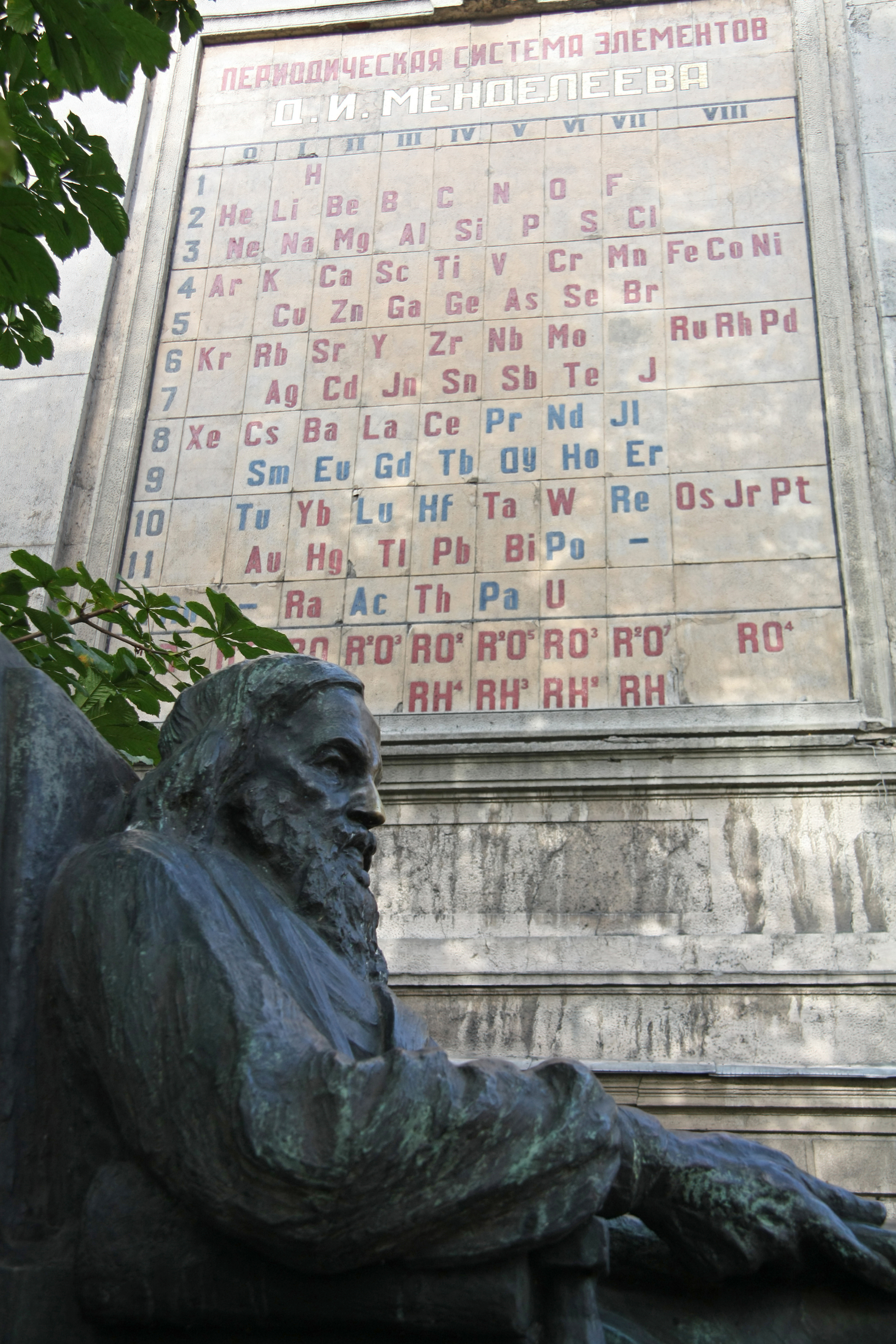
Памятник Д. И. Менделееву и памятник-таблица «Периодическая система элементов Д. И. Менделеева».

На территории ВНИИМ им. Менделеева находятся три памятника истории.
1. Памятник Д. И. Менделееву выполнен из бронзы по модели академика скульптора И. Я. Гинцбурга, установлен 8 февраля 1932 г. в сквере Главной палаты. Высота бронзовой фигуры — 1,8 м, высота постамента из красного неполированного гранита — 1 м. Памятник находится под охраной государства и Постановлением Правительства Российской Федерации N527 от 10 июля 2001 г. включен в Перечень объектов исторического и культурного наследия федерального (общероссийского) значения.
2. Памятник-таблица «Периодическая система химических элементов Д. И. Менделеева» выполнен мозаикой под руководством профессора Академии художеств В. А. Фролова (архитектурное оформление Кричевского). Высота памятника-таблицы — 9 м, общая площадь — 69 м². В основу положена таблица из последнего прижизненного издания «Основ химии» Д. И. Менделеева (1906 г.) . Элементы, открытые при жизни учёного, обозначены в таблице красным цветом; элементы, открытые с 1907 по 1934 гг., обозначены синим цветом.
3. Памятник-стела сотрудникам ВНИИМ, погибшим в годы Великой Отечественной войны. Установлен 8 мая 1970 г. Высота обелиска — 7 м. На полуциркульной стене за трехгранным из чёрного гранита обелиском находится перечень из 80 имён и надпись: «Вечная слава героям, жизнь отдавшим за наше счастье, 1941—1945 гг.»

В башне одного из зданий института расположены механические часы, установленные в 1905 году. Это были единственные башенные часы, работавшие в городе во время блокады. В этот период обеспечивалась точность их работы сличением с эталонными часами лаборатории времени.